# Getama
Getama er en dansk møbelfabrik som ligger i Gedsted i Nordjylland. Fabrikken laver designermøbler af blandt andre Hans J. Wegner, Nanna Ditzel og Mogens Koch.
Administrerende direktør og hovedaktionær er pr. 2024 Jesper Temp. Der var 36 ansatte svarende til 29 årsværk i november 2023. Det var en nedgang fra 54 ansatte og 38 årsværk i januar samme år.
Getamas administrationsbygning og produktionshal nedbrændte 9. februar 2024, hvilket betyder at de foreløbig ikke kan fortsætte møbelproduktionen.

## Historie
Fabrikken blev grundlagt af snedkeren Carl Pedersen i 1899 som Gedsted Tang- og Madrasfabrik. Fabrikken lavede madrasser med fyld af tang fra Limfjorden. Tangmadrasserne var behageligere end madrasser med lyng- eller halmfyld, som var almindelige på det tidspunkt, og blev en succes. I 1900 begynder man at levere madrasser til Magasin du Nord i København. Fabrikken udvider med produktion af møbler i 1910. Den indledte i 1949 et samarbejde med møbelarkitekten Hans J. Wegner som designede flere møbler til fabrikken. Wegners møbler gav fabrikken et internationalt gennembrud. Fabrikken har også lavet designermøbler tegnet af blandt andre Nanna Ditzel og Mogens Koch. Fabrikkens blev forkortet til det nuværende "Getama" i 1953.
Fabrikken har flyttet flere gange. Den har nu til huse på Holmarksvej i Gedsted. Den har tidligere ligget i en bygning fra 1936 på Carl Petersens Vej i Gedsted som i 2022 blev indrettet til kulturcenter af foreningen "Kulturfabrikken".